# Nemiroff
Nemiroff es una marca de vodka ucraniana, uno de los mayores productores de alcohol del mundo. Los productos se venden en más de 80 países. La empresa es uno de los más excelentes 3 líderes mundiales en el suministro de vodka a tiendas libres de impuestos (Duty Free).
La marca es el exportador №1 de todas las bebidas de vodka de Ucrania y se encuentra entre los 100 principales contribuyentes de Ucrania.
Nemiroff aseguró el título de Campeón de Marca de Vodka en 2021.
La marca logró un crecimiento del 12 % y aumentó su volumen a 5,6 millones en 2021.
Según los datos de la clasificación autorizada IWSR TOP100, la marca Nemiroff encabezó la clasificación de las marcas internacionales de bebidas espirituosas de más rápido crecimiento en el mundo.
Los accionistas de Nemiroff son Yakov Finkelstein, Bella Finkelstein y Anatoly Kipish.
Desde noviembre de 2018 es patrocinador oficial de la UFC.
La producción y embotellado de las bebidas de Nemiroff se realizan en las instalaciones de producción de las plantas en Nemyriv (la región de Vínnitsa, Ucrania).

## Historia

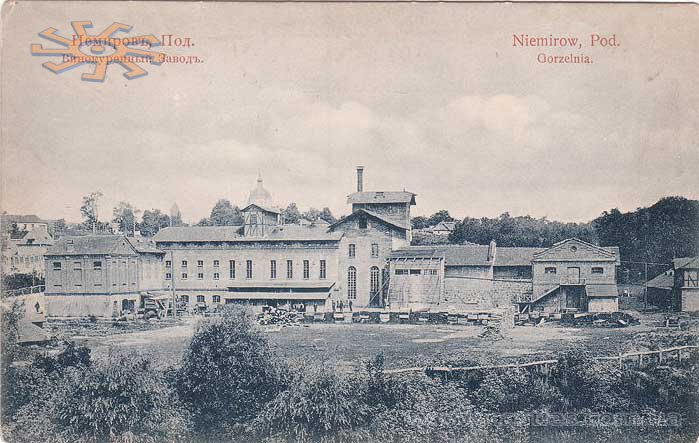
Nemyriv vodka

La empresa toma su nombre de “Nemyriv vodka”, cuya primera mención fue en 1752.
En 1872 el conde Grigory Stroganov abrió una destilería en Nemyriv, y su hija, la princesa Maria Shcherbatova, continuó el negocio. Él contrató al arquitecto checo Jiří Stibral, quien diseñó muchos edificios en la ciudad, incluido un nuevo horno. Bajo el liderazgo de María Shcherbatova, la destilería alcanzó volúmenes de producción récord en ese momento: más de 5000 botellas de medio litro por día. La destilería de Nemyriv fue la primera en comenzar a producir alcohol de cereales en lugar de patatas crudas. Los productos se transportaban por toda Europa.
En 1920 la producción fue nacionalizada por los soviéticos.
En 1992 la producción de vodka fue reanudada en Nemyriv, y la marca Nemiroff fue registrada.
En 1994 la exportación de productos fue iniciada.

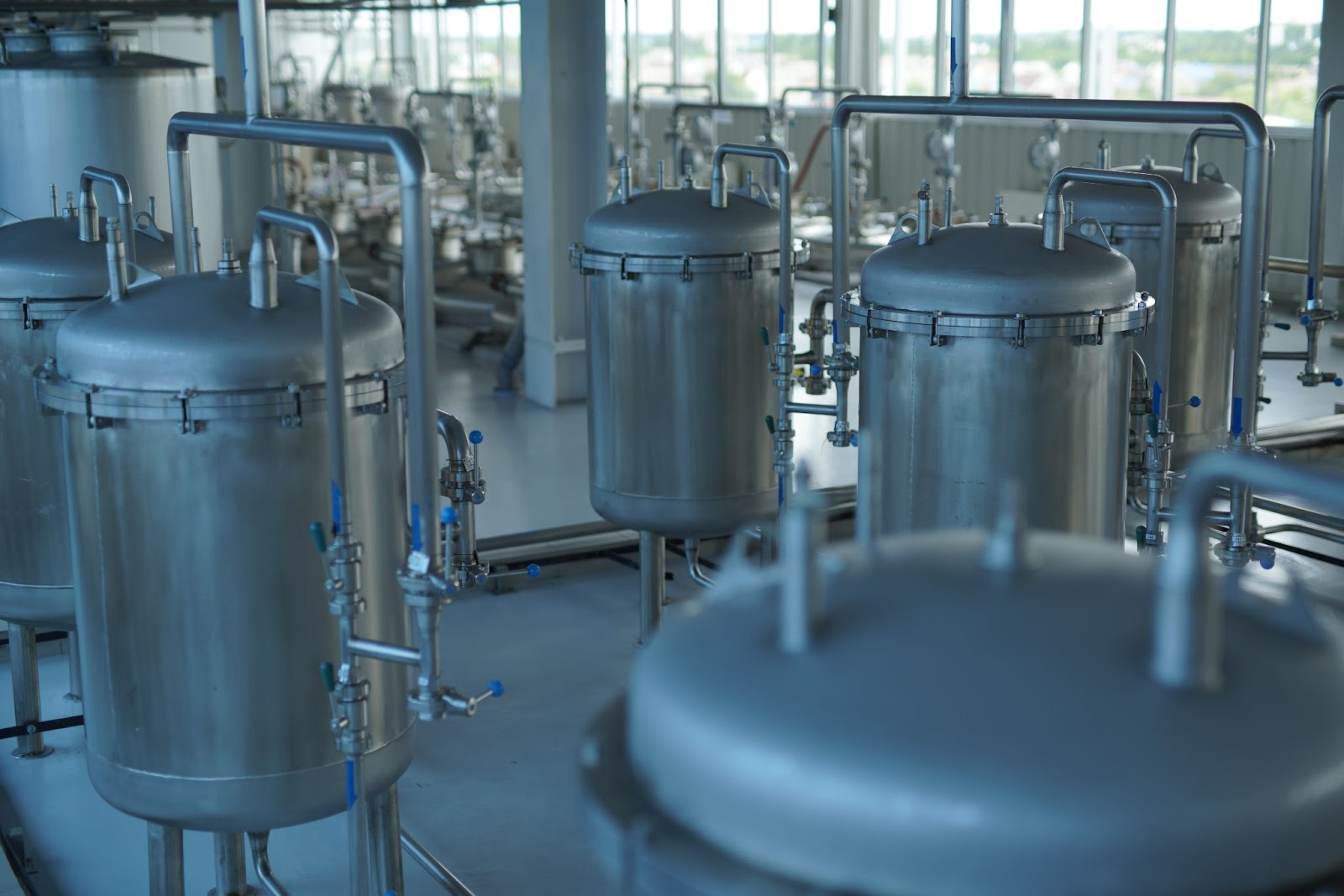
Producción moderna

En 1997 se establecieron las líneas de producción alemanas KRONES. La capacidad de producción alcanzó las 50.000 botellas por mes.
En 1998 Nemiroff lanzó vodka con una receta inusual “Nemiroff de Miel con Pimienta”, que ganó gran popularidad en Ucrania y en todo el mundo. Comenzó a usarse como un recuerdo simbólico de Ucrania.
Desde el año 2000 la marca ha comenzado a apoyar las peleas de boxeo profesional mundial.
En 2002 la empresa introdujo la protección láser de productos para luchar contra la falsificación.
En 2005 la empresa se convirtió en miembro de la Asociación Internacional de Bármanes (IBA) y presentó una nueva especie de vodka “Especial de abedul ucraniano”.
En 2006 Nemiroff fue reconocida como la marca de vodka No2 del mundo, según VODKA-TOP 20 Marcas Mundiales y Registro de Bebidas IWSR.
En 2018 la empresa realizó un cambio de marca a gran escala con un enfoque en el segmento de mercado de primera calidad. La botella adquirió una forma cuadrada suavizada y en el logo apareció un ala estilizada como símbolo del espíritu Indomable.
En 2020 Coca Cola se convirtió en distribuidor oficial de vodka Nemiroff en Polonia.
En julio de 2021 el vodka ucraniano Nemiroff amplió su asociación con Coca-Cola HBC, que ahora es el distribuidor exclusivo de la marca en la República Checa y Eslovaquia.

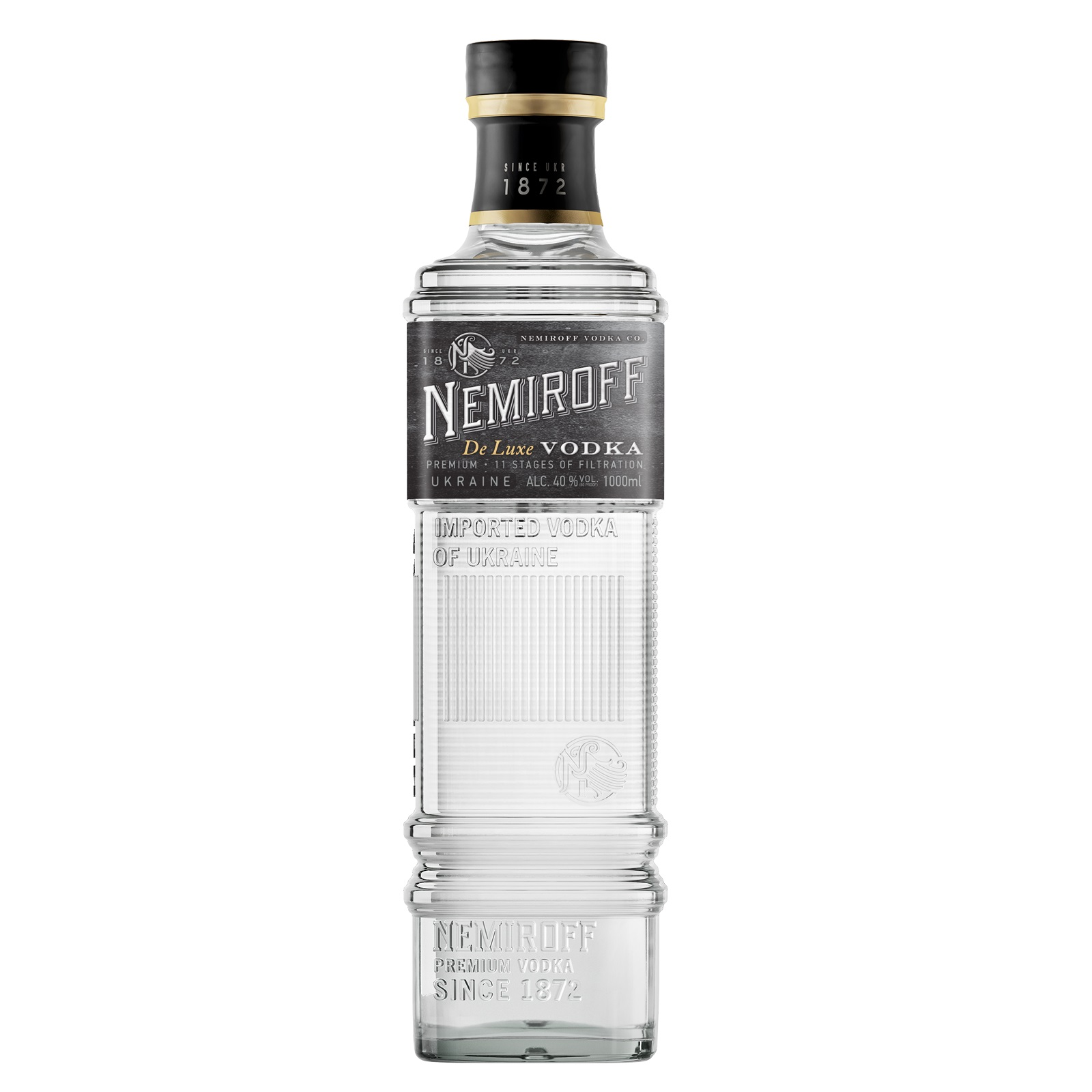
Nemiroff De Luxe

En 2021 Nemiroff ingresó al mercado del Reino Unido, y Oak & Still se convirtió en el distribuidor oficial. El vodka ucraniano Nemiroff se ha asociado con Bloodstock, el festival independiente de metal pesado al aire libre más grande del Reino Unido, para celebrar la expansión nacional de la marca.
En 2021 el vodka ucraniano Nemiroff fue nombrado socio oficial de la misión lunar 2022 de la empresa de tecnología robótica Spacebit. Las misiones han sido desarrolladas en asociación con United Launch Alliance y Astrobotic Technology.
En marzo de 2022, Nemiroff canceló la licencia para su producción de vodka en Rusia y Bielorrusia.
En abril de 2022, Nemiroff amplió su presencia internacional con su lanzamiento en las Bahamas.
En septiembre de 2022, Nemiroff firmó un acuerdo de distribución con el importador de licores Disaronno International, que representará la marca de vodka en Bélgica, los Países Bajos y Luxemburgo, con el objetivo de fortalecer la distribución y el conocimiento de la marca en Europa.

## Productos

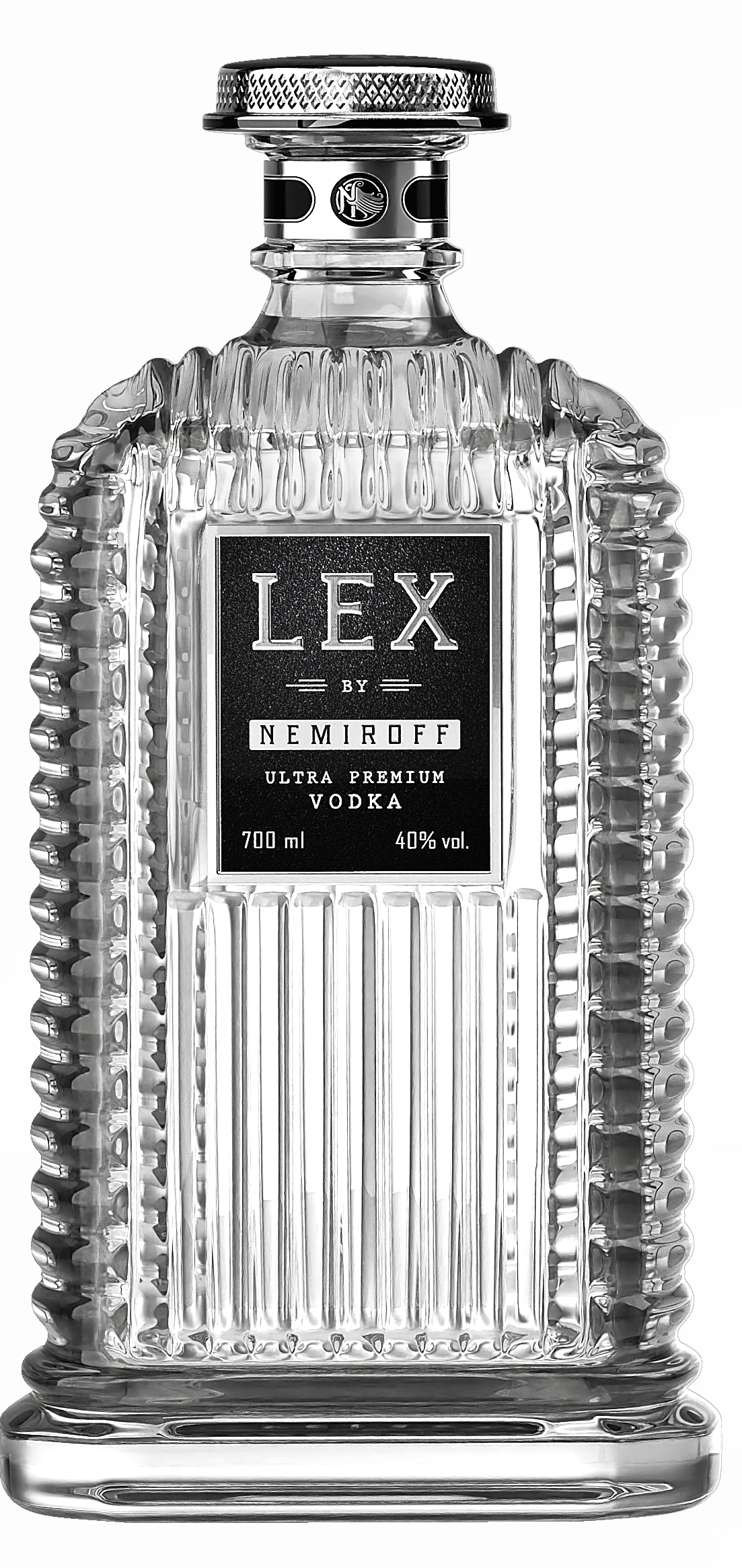
LEX by Nemiroff

La línea de productos Nemiroff incluye más de 60 tipos de productos clásicos y de sabor en varias categorías de precios, incluidos los más populares “Miel ucraniana con pimienta”, “Especial de abedul ucraniano”, “Delicada suave”, “Hoja de arándano Nemirovska”, “Nemiroff de primera calidad” y “LEX by Nemiroff”.
En 2016 la empresa presentó una línea de primera calidad actualizada Premium De Luxe.
A fines de 2019 fue lanzada una nueva línea de vodka de sabor Colección Entintada de Nemiroff (“Naranja Negrita”, “Arándano Rojo Salvaje”, “Pera Ardiente”).
En 2022, Nemiroff lanzó una nueva edición limitada con el 100% de las ganancias de su venta donadas a las personas afectadas por la guerra en Ucrania. El nuevo Nemiroff Premium De Luxe viene con una etiqueta con los colores de la bandera de Ucrania.
En septiembre de 2023, Nemiroff lanza «LEX by Nemiroff», un vodka ultra-premium elaborado con trigo de la región de Podilia, filtrado en 13 etapas, incluyendo plata, platino y ámbar.
En septiembre de 2024, Nemiroff anunció el relanzamiento de su vodka De Luxe RESERVE en la Exposición Mundial TFWA de Cannes. Este vodka premium se somete a un proceso de filtración de 11 pasos e incorpora el contacto con madera de roble.

## Asociaciones mundiales
En 2018 Nemiroff firmó una asociación estratégica con Ultimate Fighting Championship y se convirtió en el socio oficial de vodka de UFC.
En 2021 Nemiroff presentó una nueva “EDICIÓN DE LUNA” limitada dedicada al espacio. El vodka de edición limitada se elabora con una 12.ª etapa de filtración adicional, añadida para celebrar el motivo de los 12 pioneros que han visitado la luna.
En noviembre de 2024, Nemiroff se convirtió en el socio oficial de vodka del Aston Villa Football Club de la Premier League inglesa. Al mismo tiempo, la marca anunció una asociación plurianual con el West Ham United Football Club, convirtiéndose en el socio oficial de vodka del club. Además, Nemiroff firmó una asociación plurianual con el Everton Football Club. El 28 de noviembre, el Fulham Football Club se asoció con Nemiroff, una marca de vodka global, como su primer socio oficial de vodka.

## Responsabilidad social
Los proyectos sociales de la empresa están dirigidos a la ecología, al deporte y a la cultura.
Nemiroff financia festivales de música y cine, exposiciones, eventos deportivos.
En 2005 Nemiroff se convirtió en patrocinador internacional de Eurovisión. El año siguiente financió la Copa de Europa de Rally Nemiroff en Yalta.
En 2009 la empresa puso en marcha el proyecto Planeta Verde para implantar medidas de gestión electrónica de documentos y ahorro de recursos, que permitió ahorrar más de 7 toneladas de papel al año. Aquel mismo año la marca se convirtió en socio del Pabellón de Ucrania en el 53 Bienal de Venecia.
En total, durante los años 2010-2011 la empresa gastó ₴19 millones para financiar proyectos sociales.
En 2021 la marca ucraniana de vodka Nemiroff convirtió la mayoría de los documentos de su empresa a formato electrónico como parte de sus esfuerzos de sostenibilidad. Nemiroff convirtió casi todos los documentos de personal, contabilidad e informes a formato electrónico, incluidos los contratos con socios, e hizo una evaluación para determinar qué documentos de la empresa eran necesarios en formato físico.

## Premios y reconocimientos
- En 2010 la marca Nemiroff con una estimación de $ 404 millones ocupó el primer lugar entre las TOP-100 marcas ucranianas.[46]
- En los años 2004-2020 la marca Nemiroff recibió más de 70 premios internacionales, incluidos premios del Chicago Beverage Tasting Institute, The Vodka Masters, San Francisco World Spirits Competition, The Superior Taste Awards, International Spirits Challenge, Mixology Taste Forum, World Drinks Premio, Concurso internacional The Global Spirits Masters, Wine Enthusiast, The London Spirits Competition, The Fifty Best, John Barleycorn.[47]
- En 2020 Nemiroff ingresó a la clasificación de las TOP-25 marcas ucranianas.[48]
- En 2021 Nemiroff recibió el estatus de “Campeón de la marca de vodka” y obtuvo el título de la marca de vodka No1 en el mundo por el medio líder de la industria de Negocio de Bebidas Espirituosas.[4]
- En 2021 Nemiroff figura entre las 10 marcas de bebidas espirituosas de más rápido crecimiento en el mundo.[49]
- En 2021 la Colección Entintada Pera Ardiente de Nemiroff fue reconocida como la mejor vodka del mundo en la competencia de los Maestros de los Espíritus. Recibió la medalla “Maestro del Gusto”.[50]
- En 2024, Nemiroff fue nombrado Campeón de la Marca Vodka 2024 en la competición The Spirits Masters.[51]